# Pin de Jeffrey
Pinus jeffreyi
Pour les articles homonymes, voir Jeffrey.
Espèce
Répartition géographique
Classification phylogénétique
Statut de conservation UICN

 LC  : Préoccupation mineure
Le Pin de Jeffrey (Pinus jeffreyi) est une espèce nord-américaine de pins de la famille des Pinaceae.

## Répartition
Le Pin de Jeffrey est originaire d'Amérique du Nord. Cette espèce, proche du Pin ponderosa, pousse dans le sud-ouest de l'Oregon, en Californie (principalement dans la Sierra Nevada et jusqu'au nord de la Basse-Californie. Elle croît dans les chaînes de montagne, entre 1 000 et 3 000 m d'altitude, plus haut que le pin ponderosa. 

## Description
Le Pin de Jeffrey mesure 25 à 40 m et atteint parfois 55 m. Ses cônes mesurent 12 à 24 cm de long.

## Dénominations
Ce taxon porte en français le nom vernaculaire ou normalisé suivant : Pin de Jeffrey,.

## Systématique
Le nom correct complet (avec auteur) de ce taxon est Pinus jeffreyi Balf..
Pinus jeffreyi a pour synonymes :
- Pinus deflexa Torr.
- Pinus jeffreyana Loudon
- Pinus jeffreyi subsp. baja-californica (Silba) Silba
- Pinus jeffreyi var. baja-californica Silba
- Pinus jeffreyi var. deflexa (Torr.) Lemmon
- Pinus jeffreyi var. peninsularis Lemmon
- Pinus malletii hort.
- Pinus malletii hort. ex Mottet
- Pinus peninsularis (Lemmon) Lemmon
- Pinus ponderosa f. deflexa (Torr.), 1905
- Pinus ponderosa subsp. jeffreyi (Balf.) A.E.Murray
- Pinus ponderosa subsp. jeffreyi (Balf.) Engelm.
- Pinus ponderosa var. jeffreyi (Balf.) Vasey
- Pinus ponderosa var. malletii (Mottet) Beissn.

## Étymologie
Cette espèce a été baptisée en l'honneur du botaniste américain d'origine écossaise John Jeffrey (en) (1826-1854).